# Rita (Fernsehserie)
Rita ist eine dänische Fernsehserie, die 2012 ihre Premiere bei TV 2 feierte. Die Serie zählt fünf Staffeln zu je 8 Episoden. Die Ausstrahlung der 5. Staffel begann in Dänemark am 1. Juli 2020 auf TV 2 und in Deutschland am 15. August 2020 auf Netflix.
Auf Netflix ist die Serie seit 2015 abrufbar. Sie wurde in der ehemaligen, staatlichen Schule „Nationale Innovative Center“ in Islev, Rødovre gefilmt. Ein Ableger der Serie namens Hjørdis startete im Mai 2015. Die Thematik des Ablegers ist im Wesentlichen die gleiche, allerdings bilden die Schüler nun das Zentrum der Serie.

## Handlung
Die Serie handelt von der 42-jährigen Mutter und Lehrerin Rita Madsen, die sehr eigensinnig und unkonventionell sowohl in ihrem Beruf als auch im sonstigen Leben ist. Rita ist geschieden und hat mit ihrem in London lebenden Ex-Ehemann drei Kinder: Ricco, Molly und Jeppe. Ricco ist der älteste Sohn und heiratet im Laufe der ersten Staffel Bitten. Die beiden leben in ihrer eigenen Wohnung und erwarten ihr erstes gemeinsames Kind. Molly ist arbeitslos und wohnt zuhause bei ihrer Mutter. Sie ist Legasthenikerin und verfügt aufgrund dessen über wenig Selbstbewusstsein. Der homosexuelle Jeppe ist mit 15 Jahren das jüngste der drei Kinder und geht noch zur Schule. Er gerät mit seiner Mutter immer wieder aneinander, weil diese oft ihre Pflichten vernachlässigt und Jeppe nicht ernst nimmt. In der dritten Staffel zieht Jeppe schließlich zu seinem Freund David. Rasmus ist der Direktor der Schule, in der Rita arbeitet und die Jeppe besucht.
Rasmus ist in Rita verliebt, jedoch erwidert diese seine Gefühle zunächst nicht. Mitte der zweiten Staffel gehen die beiden eine Liebesbeziehung ein.

## Besetzung
Die Synchronisation wurde bei verschiedenen Firmen erstellt. VSI Synchron (Staffel 1 bis 3) Studios VOA (Staffel 4) und TV+Synchron (Staffel 5). Katharina Gräfe schrieb die Dialogbücher der ersten drei Staffeln und führte bei diesen auch die Dialogregie, Wieland Bauder verfasste die Synchronbücher der vierten Staffel, bei der Christoph Krix die Dialogregie führte. In der fünften Staffel führte Christoph Krix Dialogbuch und -regie.
| Schauspieler               | Rollenname      | Hauptrolle (Episode) | Nebenrolle (Episode)           | Synchronsprecher                  |
| -------------------------- | --------------- | -------------------- | ------------------------------ | --------------------------------- |
| Mille Dinesen              | Rita Madsen     | 1.01–5.08            |                                | Victoria SturmAnna Dramski        |
| Lise Baastrup              | Hjørdis         | 1.01–5.08            |                                | Nicole HannakDaniela Hoffmann     |
| Carsten Bjørnlund          | Rasmus          | 1.01–2.08            | 3.03–3.04, 3.07–3.08 5.01–5.08 | Olaf ReichmannRobin Brosch        |
| Ellen Hillingsø            | Helle           | 1.01–3.08            | 5.01, 5.06–5.08                | Debora WeigertBritta Steffenhagen |
| Nikolaj Groth              | Jeppe Madsen    | 1.01–3.08            | 4.08 5.01–5.08                 | Maximilian Artajo                 |
| Morten Vang Simonsen       | Ricco Madsen    | 1.01–2.08            | 3.01, 3.07                     | Michael Ernst                     |
| Sara Hjort Ditlevsen       | Molly Madsen    | 1.01–2.08            | 3.01, 3.07, 4.01, 4.08, 5.08   | Esra VuralLaurine Betz            |
| Alexandre Willaume         | Jonas Poulsen   | 2.01–3.08            |                                | Uwe Büschken                      |
| Tommy Kenter               | Erik            | 2.01–2.08            |                                | Frank Ciazynski                   |
| Lykke Sand Michelsen       | Bitten Dyrehave |                      | 1.01–2.08                      | Nadine Zaddam                     |
| Carsten Norgaard           | Tom Dyrehave    |                      | 1.01–2.06                      | Thomas Schmuckert                 |
| Ferdinand Glad Bach        | David           |                      | 1.01–3.07                      | Marcel Mann                       |
| Laura Bach                 | Gitte Nielsen   |                      | 2.01–2.08                      | Silvia Mißbach                    |
| Lasse Fogelstrøm           | Mads            |                      | 2.01–2.08                      | Dirk Stollberg                    |
| Frederik Winther Rasmussen | Niklas Verner   |                      | 3.01–3.08                      | Nicolás Artajo                    |
| Charlotte Fich             | Alice Verner    |                      | 3.01–3.08                      | Katrin Zimmermann                 |
| Belal Faiz                 | Kareem          |                      | 3.01–3.08                      | Jannik Endemann                   |
| Zaki Youssef               | Said            |                      | 3.02–3.08                      | Jan Makino                        |
| Charlotte Munck            | Lea             |                      | 4.01–4.08                      | Katja Schmitz                     |
| Ole Lemmeke                | Bjarne Eriksen  |                      | 4.01–4.08                      | Christoph Krix                    |
| Sofie Juul Nielsen         | Lea (1985)      |                      | 4.01–4.08                      | Laurine Betz                      |
| Tessa Hoder                | Rita (1985)     |                      | 4.01–4.08                      | Olivia Büschken                   |
| Christine Exner            | Susanne         |                      | 4.01–4.08                      |                                   |
| Søren Bang Jensen          | Niels           |                      | 4.01–4.08                      |                                   |

Anmerkungen:
1. 1 2  ab Staffel 4
2. ↑  nur in Staffel 4
3. 1 2  Staffel 5

## Episodenliste

### Staffel 1
| Nr. (Gesamt) | Nr. (Staffel) | Deutschsprachiger Titel | Originaltitel | Regie           | Erstausstrahlung in Dänemark | Erstausstrahlung Netflix |
| ------------ | ------------- | ----------------------- | ------------- | --------------- | ---------------------------- | ------------------------ |
| 1            | 1             | Die Idealistin          | Idealisten    | Lars Kaalund    | 9. Februar 2012              | 12. Juni 2015            |
| 2            | 2             | Die Lehrerin            | Læreren       | Lars Kaalund    | 16. Februar 2012             | 12. Juni 2015            |
| 3            | 3             | Die Anarchistin         | Anarkisten    | Lars Kaalund    | 23. Februar 2012             | 12. Juni 2015            |
| 4            | 4             | Die Hure                | Hun-ulven     | Jannik Johansen | 1. März 2012                 | 12. Juni 2015            |
| 5            | 5             | Die Beschützerin        | Beskytteren   | Jannik Johansen | 8. März 2012                 | 12. Juni 2015            |
| 6            | 6             | Die Heuchlerin          | Hykleren      | Jannik Johansen | 15. März 2012                | 12. Juni 2015            |
| 7            | 7             | Die Prinzessin          | Prinsessen    | Lars Kaalund    | 22. März 2012                | 12. Juni 2015            |
| 8            | 8             | Die Mutter              | Moderen       | Lars Kaalund    | 29. März 2012                | 12. Juni 2015            |

### Staffel 2
| Nr. (Gesamt) | Nr. (Staffel) | Deutschsprachiger Titel | Originaltitel        | Regie             | Erstausstrahlung in Dänemark | Erstausstrahlung Netflix |
| ------------ | ------------- | ----------------------- | -------------------- | ----------------- | ---------------------------- | ------------------------ |
| 9            | 1             | Die Erwachsene          | Den voksne           | Lars Kaalund      | 11. September 2013           | 5. August 2015           |
| 10           | 2             | Der Garten              | Haven                | Lars Kaalund      | 18. September 2013           | 5. August 2015           |
| 11           | 3             | Vater, Mutter und Kind  | Far, mor og børn     | Lars Kaalund      | 25. September 2013           | 5. August 2015           |
| 12           | 4             | Teamplayer              | Teamplayer           | Kathrine Windfeld | 2. Oktober 2013              | 5. August 2015           |
| 13           | 5             | Ich liebe dich          | Jeg elsker dig       | Kathrine Windfeld | 9. Oktober 2013              | 5. August 2015           |
| 14           | 6             | Die erste Liebe         | Den første kærlighed | Kathrine Windfeld | 16. Oktober 2013             | 5. August 2015           |
| 15           | 7             | Das Vorbild             | Rollemodellen        | Lars Kaalund      | 23. Oktober 2013             | 5. August 2015           |
| 16           | 8             | Unkraut                 | Ukrudt               | Lars Kaalund      | 30. Oktober 2013             | 5. August 2015           |

### Staffel 3
| Nr. (Gesamt) | Nr. (Staffel) | Deutschsprachiger Titel | Originaltitel | Regie           | Erstausstrahlung in Dänemark | Erstausstrahlung Netflix |
| ------------ | ------------- | ----------------------- | ------------- | --------------- | ---------------------------- | ------------------------ |
| 17           | 1             | Kandidaten              | Kandidaten    | Lars Kaalund    | 12. März 2015                | 26. Oktober 2015         |
| 18           | 2             | Der Keller              | Kælderen      | Lars Kaalund    | 19. März 2015                | 26. Oktober 2015         |
| 19           | 3             | Das Patenkind           | Sponsorbarnet | Lars Kaalund    | 30. März 2015                | 26. Oktober 2015         |
| 20           | 4             | Abendschule             | Aftenskolen   | Lars Kaalund    | 12. April 2015               | 26. Oktober 2015         |
| 21           | 5             | Läuse                   | Lus           | Lars Kaalund    | 19. April 2015               | 26. Oktober 2015         |
| 22           | 6             | Freier Fall             | Frit fald     | Mogens Hagedorn | 20. April 2015               | 26. Oktober 2015         |
| 23           | 7             | Die Leiterin            | Lederen       | Mogens Hagedorn | 27. April 2015               | 26. Oktober 2015         |
| 24           | 8             | Der Test                | Testen        | Mogens Hagedorn | 11. Mai 2015                 | 26. Oktober 2015         |

### Staffel 4
| Nr. (Gesamt) | Nr. (Staffel) | Deutschsprachiger Titel | Originaltitel             | Regie         | Erstausstrahlung in Dänemark | Erstausstrahlung Netflix |
| ------------ | ------------- | ----------------------- | ------------------------- | ------------- | ---------------------------- | ------------------------ |
| 25           | 1             | Vergangenheit/Gegenwart | Nutid/datid               | Lars Kaalund  | 21. August 2017              | 16. Januar 2018          |
| 26           | 2             | Du bist, was du isst    | Du bliver, hvad du spiser | Lars Kaalund  | 28. August 2017              | 16. Januar 2018          |
| 27           | 3             | Das Eis bricht          | Tøbrud                    | Lars Kaalund  | 4. September 2017            | 16. Januar 2018          |
| 28           | 4             | Wahre Freunde           | Rigtige Venner            | Natasha Arthy | 11. September 2017           | 16. Januar 2018          |
| 29           | 5             | Du und ich              | Dig og mig                | Natasha Arthy | 18. September 2017           | 16. Januar 2018          |
| 30           | 6             | Straße der Kindheit     | Barndommens gade          | Lars Kaalund  | 25. September 2017           | 16. Januar 2018          |
| 31           | 7             | Familie                 | Familie                   | Lars Kaalund  | 2. Oktober 2017              | 16. Januar 2018          |
| 32           | 8             | Zuhause                 | Hjemme                    | Lars Kaalund  | 9. Oktober 2017              | 16. Januar 2018          |

### Staffel 5
| Nr. (Gesamt) | Nr. (Staffel) | Deutschsprachiger Titel | Originaltitel         | Regie        | Erstausstrahlung in Dänemark | Erstausstrahlung Netflix |
| ------------ | ------------- | ----------------------- | --------------------- | ------------ | ---------------------------- | ------------------------ |
| 33           | 1             | Fake News               | Fake News             | Lars Kaalund | 1. Juni 2020                 | 15. August 2020          |
| 34           | 2             | Haus des Troubels       | Hurlumhejhus          | Lars Kaalund | 8. Juni 2020                 | 15. August 2020          |
| 35           | 3             | Der Ausflug             | Udflugten             | Lars Kaalund | 15. Juni 2020                | 15. August 2020          |
| 36           | 4             | Do You Speak English?   | Do you speak English? | Lars Kaalund | 22. Juni 2020                | 15. August 2020          |
| 37           | 5             | Erhitzte Gemüter        | Hedetur               | Lars Kaalund | 29. Juni 2020                | 15. August 2020          |
| 38           | 6             | Grenzen                 | Grænser               | Lars Kaalund | 6. Juli 2020                 | 15. August 2020          |
| 39           | 7             | Der See                 | Søen                  | Lars Kaalund | 13. Juli 2020                | 15. August 2020          |
| 40           | 8             | Chaos                   | Kaos                  | Lars Kaalund | 20. Juli 2020                | 15. August 2020          |

## Auszeichnungen
Hauptdarstellerin Mille Dinesen gewann beim Monte-Carlo Television Festival einen Preis in der Kategorie „Beste Hauptdarstellerin“. Insgesamt hatte die Serie 6 Nominierungen, darunter auch Drehbuchautor Christian Torpe.